# La Pera
La Pera település Spanyolországban, Girona tartományban. La Pera Flaçà, Foixà, Rupià, Corçà, Madremanya és Sant Martí Vell községekkel határos. Lakosainak száma 450 fő (2024).

## Népesség
A település népessége az elmúlt években az alábbi módon változott:
| Lakosok száma | 339  | 637  | 632  | 547  | 371  | 424  | 443  | 467  | 446  | 450  |
|               | 1717 | 1887 | 1936 | 1960 | 1986 | 2004 | 2009 | 2014 | 2019 | 2024 |